# 大久野站
大久野站（日语：／ Ōguno eki */?）是位於東京都西多摩郡日之出町大字大久野，日本國有鐵道（國鐵）的五日市線貨物支線（通稱：岩井支線）貨運車站（廢站）。

## 歷史
- 1925年（大正14年）9月20日 - 五日市鐵道武藏五日市站至武藏岩井站之間開通，此站啟用[1]。
- 1940年（昭和15年）10月3日 - 五日市鐵道與南武鐵道合併，成為南武鐵道五日市線車站[1]。
- 1944年（昭和19年）4月1日 - 南武鐵道被國有化，成為鐵道省（後來為日本國有鐵道）車站[1]。
- 1958年（昭和33年）7月20日 - 隨著行李集配區域合併，收集和交付業務廢止[2]。
- 1961年（昭和36年）5月10日 - 車站營業範團變為一般運輸營業（但是，不可進行收集和交付。）、旅客、行李、小行李和車載貨物（但是，不可進行交付。）[3]。
- 1971年（昭和46年）1月1日 - 車站營業範團變為旅客、行李、小行李和連接專用線的車載貨物（但是，不可進行交付。）[4]。
- 1971年（昭和46年）2月1日 - 車站營業範團變為連接專用線的車載貨物[5]。包括此站之內，武藏五日市站至武藏岩井站之間的旅客運輸營業廢止[6]。
- 1974年（昭和49年）10月1日 - 車站營業範團變為專用線的車載貨物[7]。
- 1982年（昭和57年）11月15日 - 拜島站至此站之間的貨物運輸營業廢止[8]，此站也廢止[9]。

## 運輸量
| 年度 | 發送貨物公噸 | 到達貨物公噸 |
| ---- | ------------ | ------------ |
| 1953 | 285,217      | 181,507      |
| 1956 | 240,940      | 235,686      |
| 1960 | 194,047      | 303,440      |
| 1965 | 100,206      | 230,434      |
| 1970 | 61,852       | 124,346      |
| 1975 | 14,861       | 56,295       |

- 參考：東京都統計年鑑各年度版

## 相鄰車站
日本國有鐵道
五日市線（貨物支線·岩井支線）
武藏五日市－大久野－武藏岩井

## 注腳
1. 1 2 3 4 5 6  曾根悟（日语：曽根悟）（監修）. 朝日新聞出版分冊百科編集部（編集） , 编. . 週刊朝日百科. 38号 青梅線・鶴見線・南武線・五日市線. 朝日新聞出版. 2010-04-11: 24 （日语）.
2. ↑  1958年（昭和33年）7月15日日本國有鐵道公示第259號
3. ↑  1961年（昭和36年）5月8日日本國有鐵道公示第228號「東北本線北王子停車場等の営業範囲を改正する件」
4. ↑  1970年（昭和45年）12月25日日本國有鐵道公示第530號「停車場の営業範囲の改正」
5. ↑  1971年（昭和46年）1月30日日本國有鐵道公示第25號「停車場の営業範囲の改正」
6. ↑  1971年（昭和46年）1月30日日本國有鐵道公示第30號「旅客運輸営業の廃止の件」
7. ↑  1974年（昭和49年）9月12日日本國有鐵道公示第208號「駅の営業範囲の改正」
8. ↑  1982年（昭和57年）11月13日日本國有鐵道公示第166號「貨物運輸営業の廃止」
9. ↑  1982年（昭和57年）11月13日日本國有鐵道公示第167號「駅の廃止」